# Эррера, Эриберто
Эриберто Эрреру часто путают с аргентинским тренером Эленио Эррерой
Эриберто Эррера Удрисал (исп. Heriberto Herrera Udrizal; 24 апреля 1926, Гуарамбаре, Сентраль — 26 июля 1996, Асунсьон) — парагвайский и испанский футболист и тренер.

## Карьера
Свою карьеру Эррера начал на родине в Парагвае, выступая за клубы «Териэнте Фарико» и Насьональ из Асунсьона, а также за сборную Парагвая, за которую последний раз Эррера выступал в 1953 году на победном чемпионате Южной Америки в 1953 году, там Эррера был признан лучшим игроком турнира. В 1953 году Эррера приехал в Испанию, где выступал за «Атлетико Мадрид», в Испании Эррера провёл 1 матч за сборную этой страны, 10 марта 1957 года в квалификации к чемпионату мира против сборной Швейцарии, игра завершилась со счётом 2:2.
По окончании карьеры игрока, Эррера стал тренером, работая с различными командами Испании и Италии, самым успешным тренерским опытом Эрреры стали годы руководства им клубом «Ювентус», с которым парагваец выиграл чемпионат Италии в 1967 году и кубок Италии в 1965 году.

## Достижения

### Командные
- Чемпион Южной Америки (1): 1953
- Обладатель Кубка Италии (1): 1964/65
- Чемпион Италии (1): 1966/67

### Личные
- Лучший игрок чемпионата Южной Америки: 1953